# Déjà Vu (Beyoncé)
Déjà Vu is een nummer van de Amerikaanse r&b-zangeres Beyoncé met rapper Jay-Z, dat werd geschreven en geproduceerd door Beyoncé Knowles, Rodney Jerkins, Delisha Thomas, Makeba, Keli Nicole Price, Shawn Carter. Het nummer staat op de haar tweede soloalbum B'Day.